# Osmo Valtonen

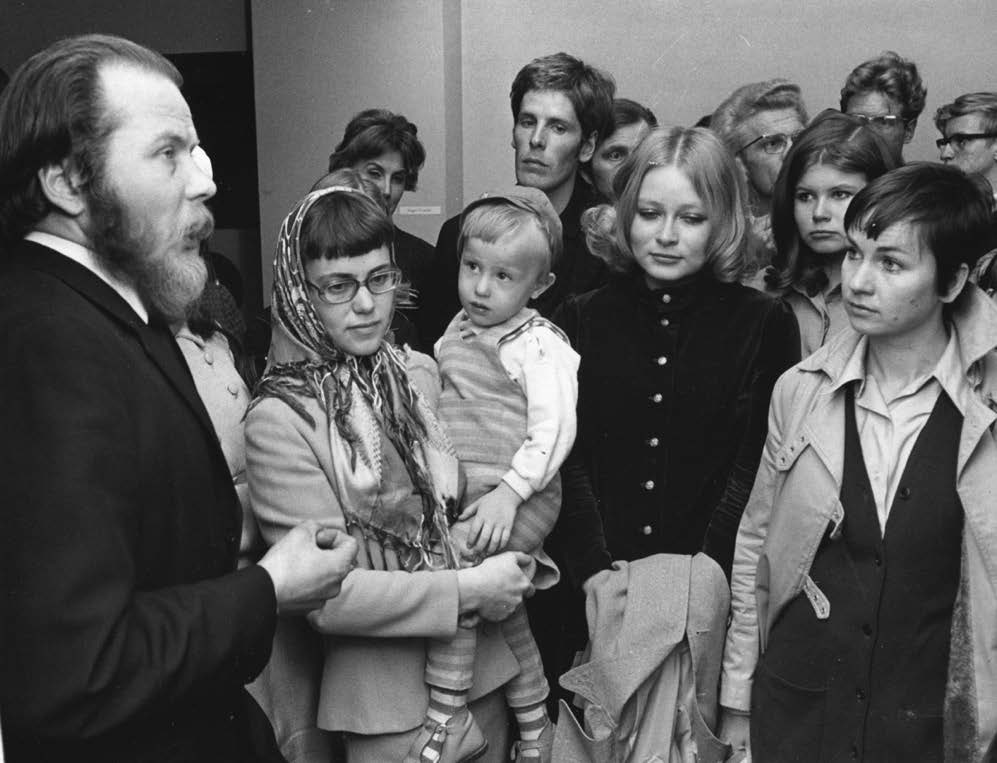
Osmo Valtonen (t.v.) år 1969 med publik.

Osmo Kalervo Valtonen, född 30 januari 1929 i Kuusankoski, död 3 maj 2002 i Esbo, var en finländsk konstnär. Han är mest känd för sina experimentella och kinetiska konstverk. Särskild uppmärksamhet väckte hans sandritare, konstruktioner där en rörlig stav kontinuerligt ritade nya mönster i en låda med sand. Med dessa deltog Valtonen bland annat i Venedigbiennalen 1986. Han tilldelades Prins Eugen-medaljen 1998.

## Utmärkelser
- Prins Eugen-medaljen,  1998[3]

[Redigera Wikidata]